# Naoto Satō
Naoto Satō (jap. 佐藤直人, Satō Naoto; * 1953) ist ein japanischer Amateurastronom.
Satō ist einer der aktivsten Amateurastronomen Japans. Er entdeckte von 1995 bis heute (Stand Jan. 2010) an seinem privaten Observatorium (IAU Code 369) in Chichibu insgesamt 138 Asteroiden, 18 davon zusammen mit Takeshi Urata.  Ferner machte er die Vorbeobachtungen, die zur Entdeckung des Kometen C/1989 Y2 (McKenzie-Russell) führten.
Seine besondere Unterstützung gilt dem ARISS-Programm (Amateur Radio on the International Space Station), das es Schülern und Studenten ermöglicht, über Amateurfunk in Kontakt mit der Internationalen Raumstation zu treten.
Der Asteroid (6025) Naotosato wurde nach ihm benannt.

## Quelle
- Lutz D. Schmadel: Dictionary of Minor Planet Names. 5th ed. Springer, Berlin 2003, ISBN 3-540-00238-3 (engl.) [Voransicht bei Google Book Search